# 北關東工業地域
北關東工業地域（日语：／ Kita kantō kōgyō chiiki），指的是日本關東地方北部，包括茨城縣、栃木縣、群馬縣及埼玉縣的工業地域。二戰前該地有零散的纖維工業和食品工業。戰后作為京濱工業地帶的延長而發展。内陸部以機械工業、臨海部以鋼鐵業、石油化学工業為中心產業。